# Oh! Carol
Oh! Carol ist ein Lied, das der  türkisch-russischstämmige US-Amerikaner Neil Sedaka gemeinsam mit seinem langjährigen Songwriting-Partner Howard Greenfield schrieb. Es wurde 1959 als A-Seite der sechsten Solosingle unter Sedakas Namen veröffentlicht.

## Vorgeschichte
Sedaka verdiente schon mit 18 sein Geld als Songwriter beim Aldon Musikverlag im New Yorker Brill Building. Nebenher waren zwei seiner Demoaufnahmen bereits bei Decca Records veröffentlicht worden, ehe er einen regulären Plattenvertrag bei RCA Victor abschloss. Nachdem Sedakas Debütsingle bei RCA, The Diary, Platz 14 in den Charts erreicht hatte, danach jedoch I Go Ape und Crying My Heart Out for You in den USA die Top 40 verfehlt hatten, war Sedaka darauf aus, wieder ein Lied in die Hitparaden zu bringen.

## Entstehung eines Hits
„Ich musste einen Hit schreiben. ich wusste, dass ich keine weitere Chance bekommen würde,“ schreibt Sedaka in seiner Autobiografie. Er studierte die Billboard-Hitparaden, kaufte die erfolgreichsten Hits und analysierte sie. „Ich entdeckte, dass sie ähnliche Elemente enthielten: harmonischen Rhythmus, die Wechsel der Akkorde, die Instrumentation, die Phrasierung der Gesangsstimmen ... sogar das Timbre der führenden Solostimme. Ich beschloss, ein Lied zu schreiben, das diese Elemente alle in einer Aufnahme enthielt.“ Eines der gemeinsamen Elemente war, dass ein weiblicher Vorname im Titel vorkam; Sedaka wählte den Namen seiner High-School-Freundin Carol Klein, die unter ihrem Künstlernamen Carole King ebenfalls dabei war, sich einen Namen als Songschreiberin zu machen. Oh! Carol war das Ergebnis dieser gut durchdachten Komposition, ein 2 Minuten 15 Sekunden langes für die Zeit typisches Stück Pop-Rock, dessen Text Sedaka gemeinsam mit „Howie“ Greenfield verfasste, mit dem er bereits seit 1952 zusammenarbeitete. Die Melodie war inspiriert durch den brasilianischen Komponisten Villa Lobos. Sedaka nahm das Lied in den RCA-Studios mit einem seiner Arbeitgeber, Verleger Al Nevins, als Produzent auf; wie üblich spielte der Absolvent der Juilliard School das Klavier selbst. Es war eine der ersten Aufnahmen, in denen er seine Stimme mehrfach aufnahm und zusammenmischte, was danach zu einer Art „Markenzeichen“ seiner Schallplatten wurde.

## Erfolg des Liedes
Der Erfolg gab dem Künstler recht: die Single stieg im Dezember 1959 bis auf Platz 9 der Hitparade und wurde der erste Top-Ten-Hit in seiner Heimat für den türkisch-russischstämmigen New Yorker. „Es war ein großartiges Gefühl. Ich fuhr in meinem Chevrolet Impala-Cabrio, hatte das Radio an, und Oh! Carol lief in drei Sendern gleichzeitig. Es war wie im Traum,“ erinnerte er sich fast 50 Jahre später. In Großbritannien, wo I Go Ape im April 1959 bereits Platz 9 erreicht hatte, stieg Oh! Carol, veröffentlicht mit der Katalognummer RCA 1152 und der B-Seite One Way Ticket am 13. November 1959 in die Hitparade ein und kletterte im Laufe seiner 17-wöchigen Chartskarriere bis auf Platz 3. In Italien wurde Oh! Carol sogar ein Nummer-eins-Hit.

## Stil und Text
Wie der gesamte frühe Songkatalog Sedakas war Oh! Carol „fröhlich, positiv und vielleicht ein wenig naiv, aber man verstand den Text.“ Der Text von Oh! Carol ist einfach gestrickt; als „abgeschmackt, vorhersehbar und klischeehaft“ interpretiert ihn eine satirische Quizseite im Internet: Greenfield und Sedaka benutzen fast ausschließlich ein- und zweisilbige Wörter; das Wort mit den meisten Buchstaben ist sweetheart, das einzige mit drei Silben ist another. Die Geschichte, die das Lied erzählt, ist ebenso simpel, und besteht aus einer einzigen Strophe, in der der Protagonist sich bei Carol beschwert, dass sie ihn schlecht behandele, doch er bittet sie, bei ihm zu bleiben, da sie dennoch seine einzige Liebe sei:

„Oh! Carol, I am but a fool.
Darling, I love you, though you treat me cruel.
You hurt me and you make me cry,
but if you leave me I will surely die.
Darling, there will never be another, 'cause I love you so.
Don't ever leave me – say you'll never go.
I will always want you for my sweetheart, no matter what you do.
Oh! Carol, I'm so in love with you!“

Die Textstrophe dieses gemäßigten Rock-’n’-Roll-Titels kommt im Laufe des Liedes zweimal vor; zunächst singt Sedaka sie einmal komplett, in der Wiederholung spricht er den ersten Teil – wie es die Diamonds ihm ein Jahr zuvor in ihrem Hit Little Darlin’ vorgemacht hatten – und kehrt im zweiten Teil zurück zum Gesang.

## Rezeption und Einfluss
Carole King, an die Oh! Carol gerichtet war, entgegnete Sedaka mit einem eigenen Song, in dem sie dessen Melodie beibehielt. Ihr Oh! Neil war eine direkte, sehr humorvolle Replik, in der sie Neil Sedaka direkt ansprach:

„Oh! Neil, I've loved you for so long;
I'd never dreamed you'd put me in a song.
I'm Carol, and I live in Tennessee.
I'd never hoped that you'd remember me.“

Sedakas Lied wurde ein weltweiter Hit; etwa vier Millionen Singles wurden verkauft. Wie verbreitet Oh! Carol war, zeigt eine Anekdote, die Sedaka gern erzählt. Er war in Peking, China unterwegs zu einem Ausflug zur Chinesischen Mauer, als im Bus der Reiseführer den amerikanischen Touristen ankündigte, er werde ein Lied in Englisch singen. „Er sang Oh! Carol, und ich sagte, das ist mein Lied, und er erwiderte, ‚Nein, das ist ein Lied von Neil Sedaka‘, und ich entgegnete, ‚Ich bin Neil Sedaka,‘ und er sagte, ‚Wenn Sie Neil Sedaka sind, dann bin ich Elvis Presley.‘ Mein Gesicht kannte dort niemand, aber den Song kannte er genau.“
Musikwissenschaftler sehen einen Einfluss von Oh! Carol auf die spätere Musik der Beach Boys. Mehrere Coverversionen existieren, unter den ersten war 1960 eine des niederländischen Duos Blue Diamonds, 1962 eine von Frankie Valli und den Four Seasons auf ihrer Langspielplatte Sherry & 11 Others und 1965 eine der schwedischen Band The Hep Stars (die frühere Band von Benny Andersson (ABBA)). Im Jahre 1994 hatten Clint Eastwood & General Saint einen kleineren Hit mit Oh! Carol (Platz 54) in den britischen Charts. Sedakas eigene Version hatte bereits im Jahr 1972 einen zweiten Auftritt in den britischen Charts; gemeinsam mit den Hits Breaking Up Is Hard to Do und Little Devil war es auf einer EP wiederveröffentlicht worden, die am 7. Oktober 1972 in die Hitparade einstieg und im Laufe von 14 Chartwochen bis auf Platz 19 kam.
Der Song Come Back Karen der britischen Band Wizzard basiert auf Sedakas Stück.